# Боевые системы будущего

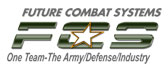
Логотип программы Future Combat Systems

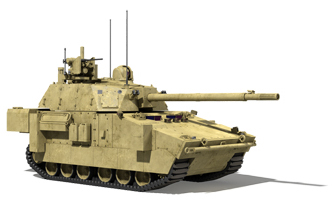
Боевая платформа XM1202 MCS из состава систем FCS

Боевые системы будущего (англ. Future Combat Systems) или FCS — программа коренного перевооружения и реорганизации американской армии, официально начатая в 2003 году для воплощения концепции сетецентрических боевых действий. В рамках программы планировалось фундаментальным образом переоснастить вооружённые силы США передовой боевой и транспортной техникой, включая беспилотные и робототехнические средства. При этом, все компоненты поля боя в глобальном масштабе связывались в единую высокопроизводительную сеть, допускающую управление ими в режиме реального времени. При разработке боевых единиц системы FCS они изначально проектировались как встроенные элементы этой сети, а не как отдельные образцы вооружений. По идеологии создателей FCS, основная ставка при ведении боевых действий делалась на технологическое и информационное превосходство над вероятным противником.
Программа была закрыта в 2009 году, а большая часть наработанного материала передана для использования в проект Brigade Combat Team Modernization. Несмотря на то, что вооружённые силы США получили в своё распоряжение некоторые новые технические средства (например SUGV), общее восприятие результатов FCS было весьма критическим, а оценка её эффективности была крайне низкой (провал).

## История развития
В декабре 1996 года предварительный эскиз общего облика FCS был обрисован в документе «Army Vision 2010», который затем получил своё развитие в программе «Concept for Future Joint Operations: Expanding Joint Vision 2010».
В подробном докладе, подготовленном управлением Конгресса США по бюджету основным мотивом для начала разработки проекта FCS названа существенная перемена характера боевых действий и переход от глобальных продолжительных войн с участием значительных масс войск к неожиданно возникающим и быстро развивающимся локальным конфликтам, которые требуют оперативной реакции для их разрешения. В связи с этими тенденциями наличие в составе вооружённых сил большого количества формирований, оснащённых тяжелой бронированной техникой (танками, САУ и т. п.) представляется рудиментом «холодной войны». По прогнозам американских военных специалистов им на смену должны были прийти подразделения, способные быстро перемещаться в глобальном масштабе, используя штатные возможности транспортных самолётов Boeing C-17 Globemaster III авиации ВВС США.
В апреле 2009 года президент Обама и министр обороны Роберт Гейтс объявили о масштабном урезании фондов на программу FCS в связи с изменением оборонной стратегии.

## Технические компоненты системы

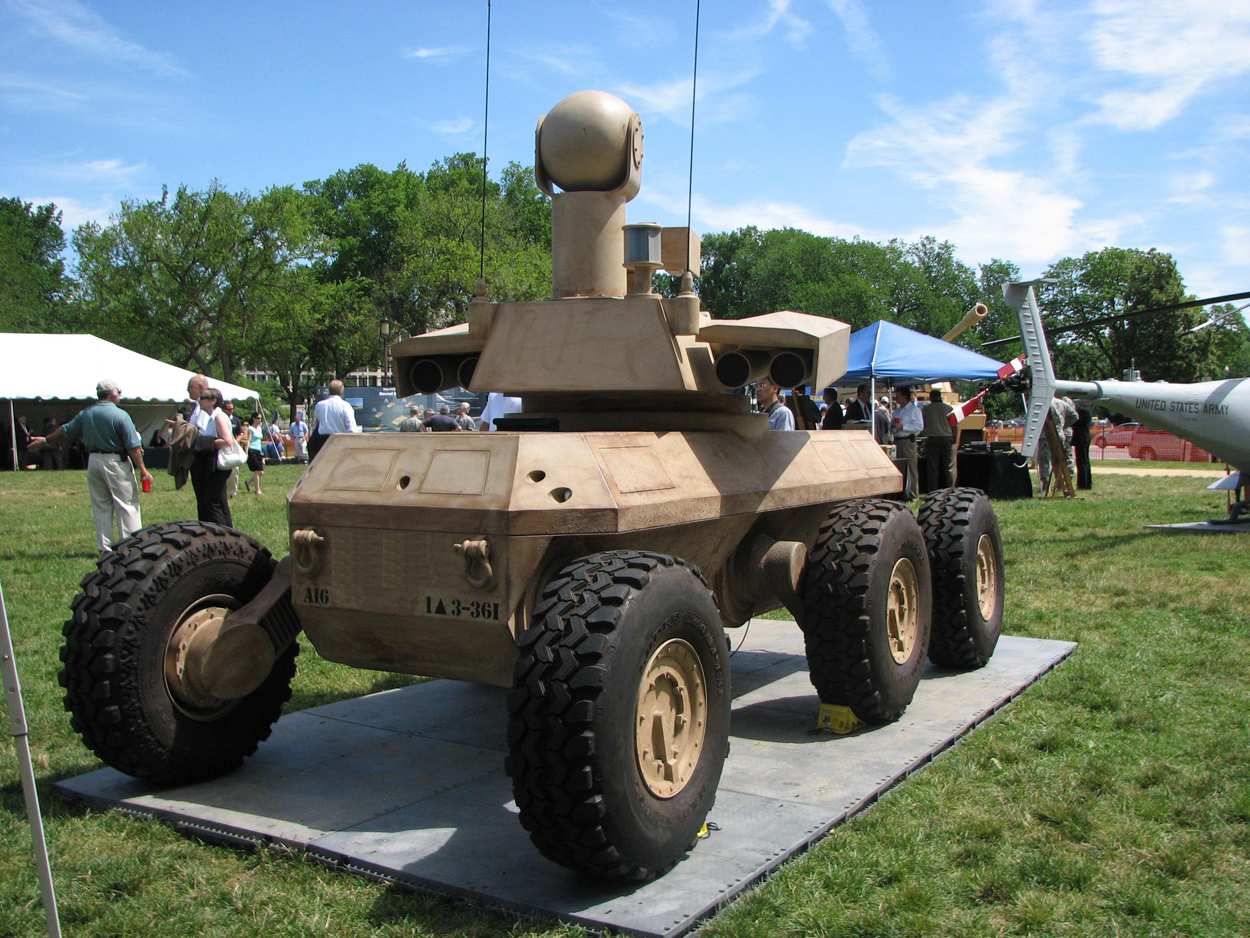
Боевой робот XM1219 на основе унифицированной колёсной платформы MULE

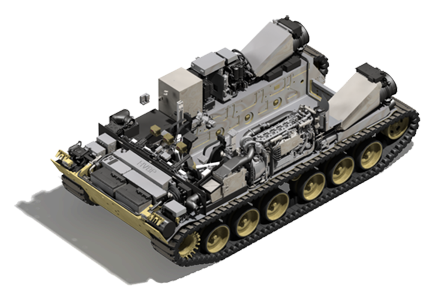
Базовое шасси для всех типов машин MGV

По первоначальным планам разработчиков боевая часть систем FCS должна была включать две надсистемы (FCS Network, Future Force Warrior) и 18 системообразующих компонентов, в том числе:
- беспилотные летательные аппараты Unmanned Aerial Vehicles (UAV),
- наземные дистанционно-управляемые машины без экипажей Unmanned Ground Vehicles (UGV),
- наземные сенсоры Unattended Ground Sensors (UGS),
- 8 типов бронированных наземных машин с экипажами Manned Ground Vehicles (MGV) на базе гусеничного шасси[7] с высокой степенью унификации (до 75 %):
  - разведывательно-дозорная машина Reconnaissance and Surveiliance Vehicle (RSV) XM 1201,
  - боевая платформа (танк) со 120-мм пушкой Mounted Combat System (MCS) XM1202,
  - самоходная артиллерийская установка для стрельбы с закрытой позиции Non-Line-of-Sight Cannon (NLOS-C) XM1203,
  - миномётная установка для стрельбы с закрытой позиции Non-Line-of-Sight Mortar (NLOS-M) XM1204,
  - бронированная полевая ремонтно-эвакуационная машина Field Recovery and Maintenance Vehicle (FRMV) XM1205,
  - боевая машина пехоты Infantry Carrier Vehicle (ICV) XM1206,
  - бронированная эвакуационная Medical Vehicle Evacuation (MV-E) XM1207 и медицинская машина Medical Vehicle Treatment (MV-T) XM1208,
  - командно-штабная машина Command and Control Vehicle (C2V) XM1209.

При этом все боевые системы должны были находиться под управлением и контролем операционной платформы System of Systems Common Operating Environment (SoSCOE), которая бы интегрировала их в единую виртуальную среду боевого пространства FCS Network. Ведущим разработчиком программной реализации SoSCOE была выбрана корпорация Boeing.

## Финансовая сторона проекта
Полная стоимость технической разработки и производства техники по программе FCS превышала 300 млрд долларов США, из которых 125 млрд планировалось потратить на НИОКР. По данным независимого института CSBA на момент заморозки проекта FCS он обошёлся американским налогоплательщикам в 18,1 млрд.

## Галерея

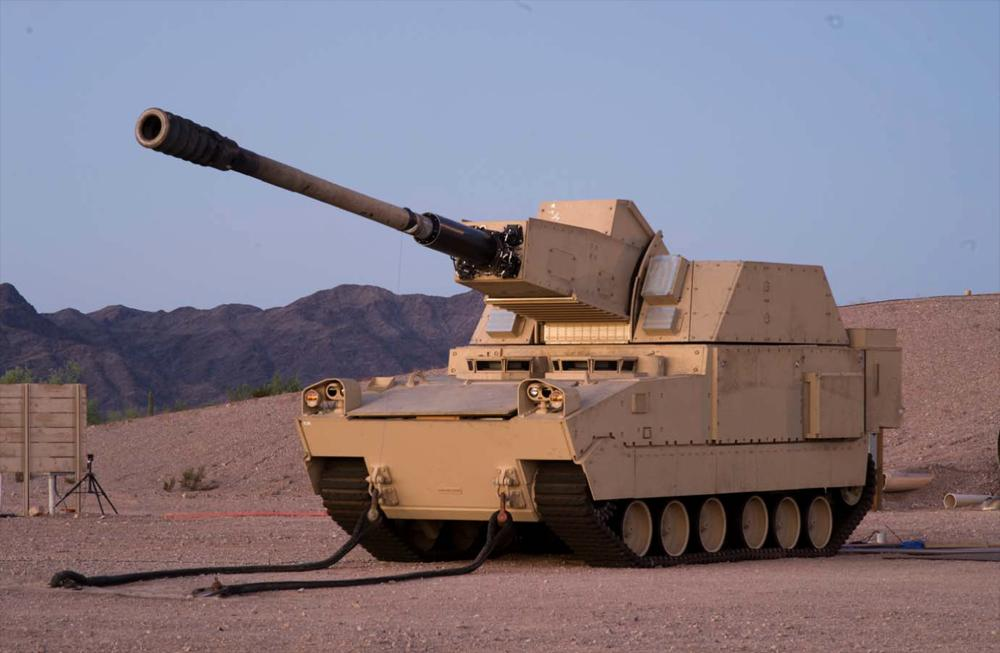
Самоходная гаубица XM1203 (2009)
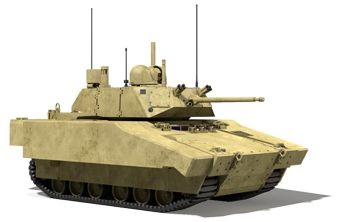
Боевая машина пехоты XM1206
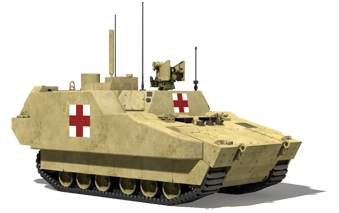
Эвакуационно-медицинская машина (БММ) XM1207/XM1208
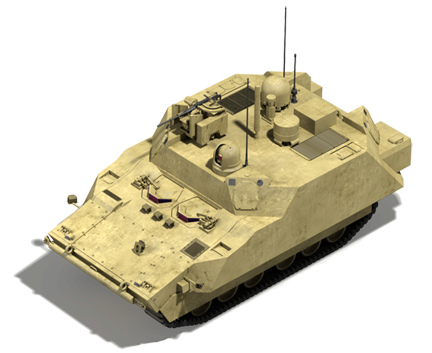
Командно-штабная машина XM1209
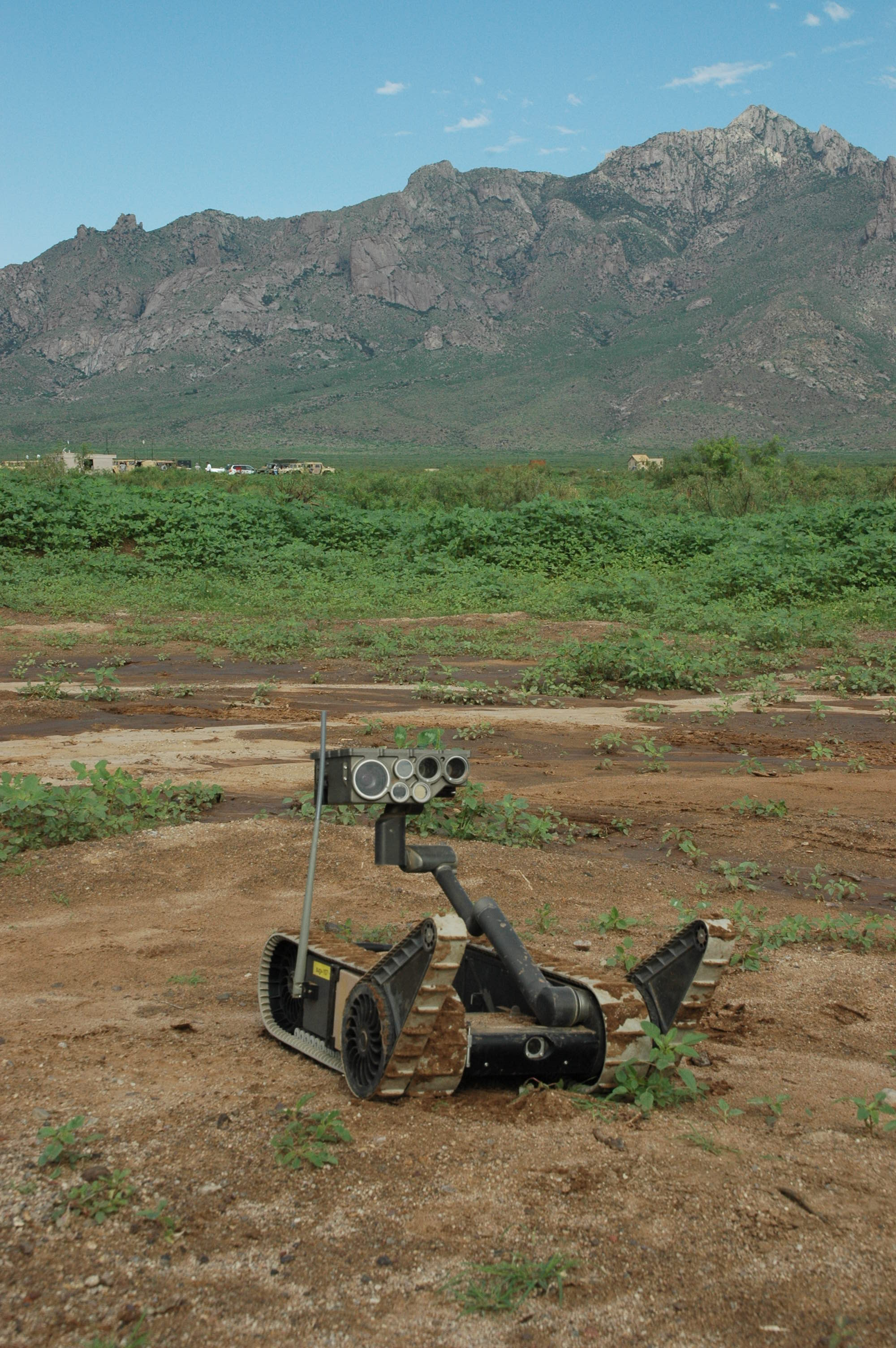
Робот-разведчик SUGV
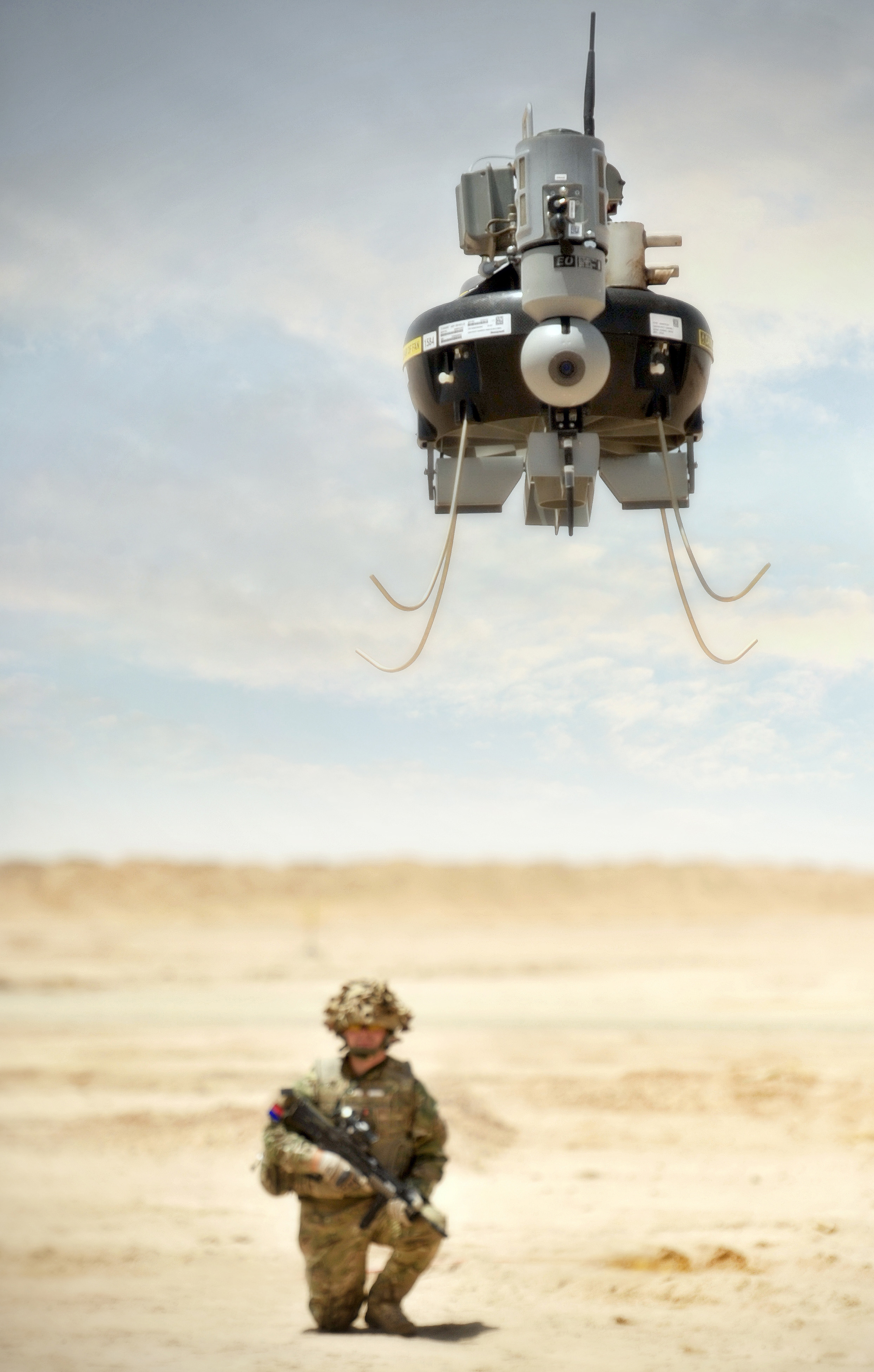
Робот-разведчик RQ-16 T-Hawk
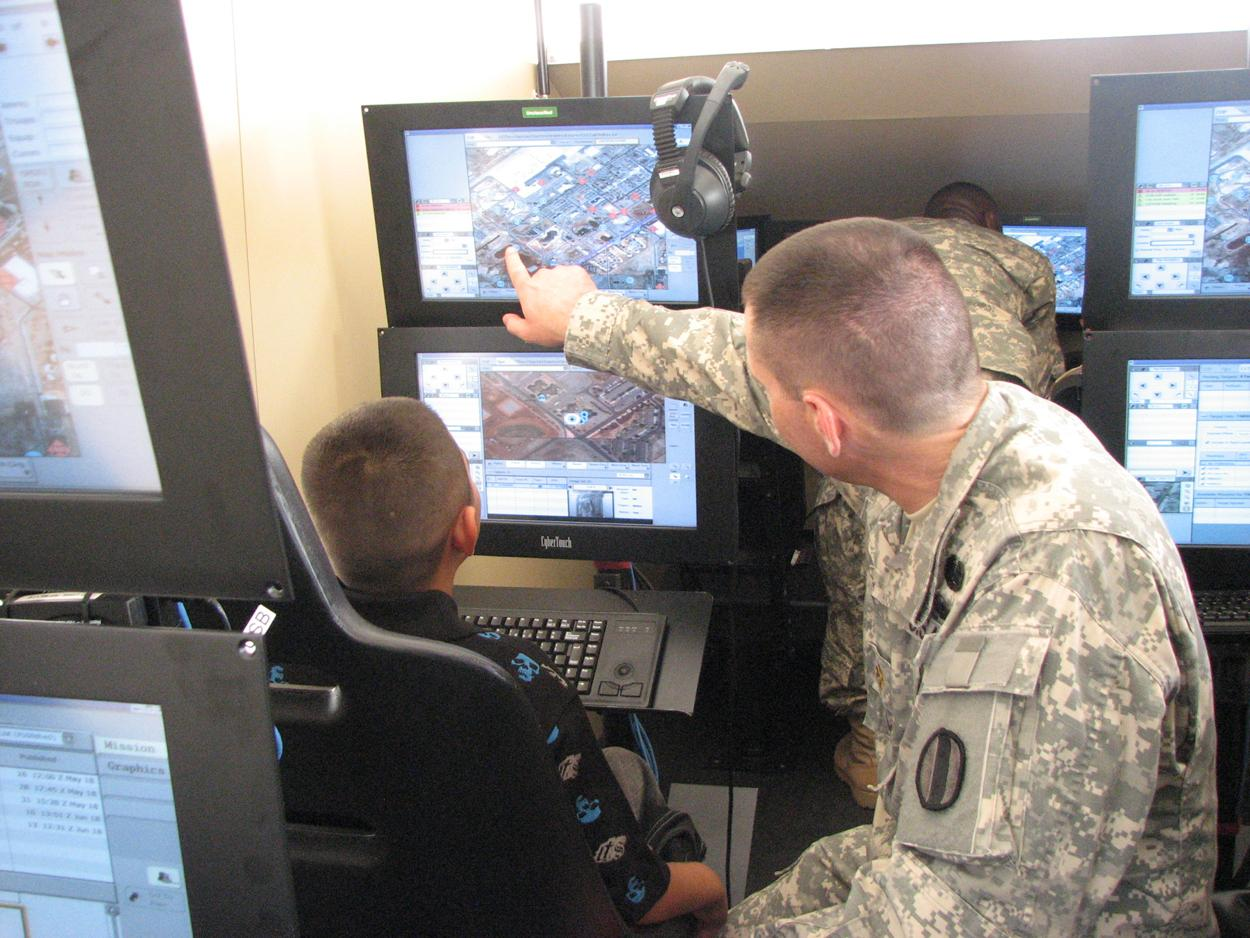
Управление боем
Управление боем